# Dorpat (Schiff)
Die Dorpat war ein 1920 gebautes, ehemals britisches Frachtschiff, das im Zweiten Weltkrieg von der deutschen Kriegsmarine beschlagnahmt und als Hilfsschiff eingesetzt wurde. Das Schiff überstand insgesamt vier kriegsbedingte Versenkungen und fuhr nach dem Krieg noch bis zu seiner Abwrackung im Jahre 1963.

## Bau und technische Daten
Das Schiff lief am 27. September 1920 mit der Baunummer 315 auf der Werft Inch Yard von Dunlop, Bremner & Co. in Port Glasgow, Schottland, als Dido für die britische Reederei Ellerman’s Wilson Line aus Hull vom Stapel. Es war 95,7 m lang und 13,8 m breit, hatte 6,7 m Tiefgang und 8,73 m Seitenhöhe und war mit 3554 BRT und 2175 NRT vermessen. Die Tragfähigkeit des mit je einem Mast mit Ladegeschirr vorn und achtern ausgestatteten stählernen Schiffs betrug 5050 tdw. Die Antriebsanlage bestand aus einer von Dunlop, Bremner & Co. gebauten Dreifach-Expansions-Dampfmaschine mit einer Leistung von 240 PSnom bzw. etwa 1440 PS, die über eine Schraube eine Geschwindigkeit von 10,5 Knoten ermöglichte.

## Schicksal
Die Dido (Rufzeichen GDTM), dritte dieses Namens der Reederei, wurde im Oktober 1920 in Dienst gestellt und hatte nahezu 20 Jahre eine Laufbahn ohne bemerkenswerte Ereignisse – abgesehen davon, dass sie am 26. Februar 1930 an die Ellerman Lines Ltd. in London, seit 1916 Muttergesellschaft der Wilson Line, verkauft wurde und dann von deren Tochterfirma Ellerman Line, Liverpool, ab 1932 von der Tochterfirma Ellerman & Papayanni Line bereedert wurde.
Dies änderte sich mit dem Ausbruch des Zweiten Weltkriegs. Am Abend des 17. September 1939, als der britische Flugzeugträger Courageous im Nordatlantik ca. 200 sm westsüdwestlich von Irland von dem deutschen U-Boot U 29 mit zwei Torpedos versenkt wurde, beteiligte sich die Dido, wie auch das niederländische Passagierschiff Veendam und der britische Frachter Collingworth, an der Rettung der überlebenden Besatzungsmitglieder und nahm mehr als 200 Schiffbrüchige auf.
Im Mai 1940 lief das inzwischen von der britischen Regierung gecharterte Schiff im Nebel bei der Insel Ouessant auf Grund. Es konnte abgeborgen und nach Brest ins Trockendock zur Reparatur geschleppt werden. Dort wurde es am 18. Juni – einen Tag nachdem der neue französische Staatspräsident Philippe Pétain um einen Waffenstillstand mit dem Deutschen Reich ersucht hatte – vor den anrückenden deutschen Truppen gesprengt und aufgegeben. Bei der Besetzung von Brest fiel es in deutsche Hand und wurde am 24. Juni 1940 von der neu eingerichteten deutschen Hafenüberwachungsstelle Brest zur Prise erklärt. Im August, in Vorbereitung für die geplante Invasion Englands („Unternehmen Seelöwe“) begann im Marinearsenal Brest ein Umbau, der jedoch am 10. September gestoppt wurde, als man die Dido zur Materialreserve erklärte. Nachdem der Beginn des „Unternehmens Seelöwe“ am 15. Oktober 1940 auf das Frühjahr 1941 verschoben worden war, gab der Prisenhof Hamburg das Schiff am 12. November zur Verwendung frei. Bis Mai 1941 lag es dann, seit Ende Februar wieder fahrbereit, ungenutzt in Brest.
Am 25. April wurde es vom Prisenhof Hamburg als Prise eingezogen und im Mai nach Hamburg in Marsch gesetzt. Bereits während der Überführung wurde es am 12. Mai von der Kriegsmarine-Dienststelle (KMD) Hamburg für dringende Netzsperraufgaben erfasst. Nach Eintreffen in Hamburg am 8. Juni wurde die Dido der Hamburger Reeder und Schiffsmakler Leth & Co. am 11. Juni zur Betreuung und am 13. Juni zur Bereederung zugewiesen, und am 24. Juni lief sie, provisorisch hergerichtet und nunmehr unter der Reichsdienstflagge fahrend, zum Netzsperrverband I in Kiel aus. Dieser gab sie am 8. August wieder an die KMD Hamburg zurück. Am 13. August wurde das Schiff in Dorpat umbenannt (Rufzeichen DKGF) und zwei Tage später dem Sperrversuchskommando in Kiel-Wik für Versuche und Erprobungen an Minenzündern unterstellt. In der ersten Januarwoche 1942 wurde die Dorpat kurzzeitig bei der Entmagnetisierungsgruppe in Kiel eingesetzt, am 8. Januar erneut der KMD Hamburg und schließlich am 22. Januar dem Sperrversuchskommando in Aarhus als Versuchsschiff übergeben.
Am 11. April 1943 lief die Dorpat auf der Reede von Aarhus auf eine von der Royal Air Force abgeworfene Mine und ging auf Grund; nur die Aufbauten ragten noch aus dem Wasser. Das Schiff wurde am 12. Mai gehoben, ab Juli während der Reparatur in Aalborg zum Ziel-, Werkstatt- und Depotschiff umgebaut und am 1. September 1943 wieder in Dienst gestellt.
Schon am 11. Februar 1944 wurde es erneut versenkt, als es dänischen Widerstandskämpfern gelang, im Hafen von Aalborg Haftsprengladungen am Schiffsrumpf zur Explosion zu bringen. Es wurde umgehend geborgen, ab 22. Februar in Aalborg notrepariert und dann im März zur Endreparatur nach Stettin verlegt. Erst im Oktober war die Dorpat wieder im Großen Belt und Langelandsbelt im Einsatz.
Am 3. Mai 1945 wurde das Schiff ein weiteres Mal versenkt. Britische Beaufighter griffen es im Langelandsbelt mit Raketen und Fliegerbomben an und versenkten es bei Nyborg. Dabei gab es mehrere Tote unter der Besatzung.
Nach Kriegsende wurde das Wrack der Dorpat in britischem Auftrag gehoben, als Kriegsbeute nach Kiel eingeschleppt und dort bei der Howaldtswerken behelfsmäßig repariert. Am 3. August 1945 wurde das Schiff zur Wracksammelstelle Heikendorf verlegt. Da die Ellerman Lines als vorherige Eigner an einer Rücknahme des Schiffes kein Interesse mehr hatte, blieb das Schiff dort bis August 1948 aufgelegt. Dann wurde es nach Finnland an die Reederei Rudolf W. Rostedt in Turku verkauft. Am 2. April 1949 kam es im Schlepp in Turku an, wo es instand gesetzt und danach unter dem neuen Namen Leila (Rufzeichen OFPA) wieder in Betrieb genommen wurde. Ab 1952 war W. Rostedt Schiffseigner. Ab November 1959 wurde das alte Schiff dann nur noch als Lagerschiff verwendet, und ab 20. November 1963 wurde es in Matildedal am Hummelfjärden, ca. 50 km südöstlich von Turku, abgewrackt.